# Panki (stacja kolejowa)
Panki – stacja kolejowa w Pankach, w województwie śląskim, w Polsce. Według klasyfikacji PKP ma kategorię dworca lokalnego. Stacja położona jest na linii kolejowej nr 181.

## Ruch pasażerski
| Rok  | Wymiana pasażerska na dobę |
| ---- | -------------------------- |
| 2017 | 20-49                      |
| 2022 | 10-19                      |

## Stan techniczny peronów
Stacja posiada obecnie 2 perony, w tym jeden tymczasowy. Ze względu na zły stan techniczny wąskiego, tymczasowego, ułożonego z drewnianych podkładów peronu nr 2, stwarzającego zagrożenie dla podróżnych konieczne było podjęcie prac remontowych, o czym informowała Gazeta Kłobucka 3 września 2015 roku. W związku ze złym stanem technicznym miał być on rozebrany i przebudowany w 2016 roku. Dopiero 28 marca 2018 roku PKP PLK poinformowała o rozstrzygnięciu przetargu na przebudowę peronu nr 2, wraz z oprofilowaniem podsypki i regulacją toru nr 1.

## Połączenia bezpośrednie
- Herby Nowe
- Tarnowskie Góry
- Wieluń Dąbrowa